# Gongora ecornuta
Gongora ecornuta là một loài thực vật có hoa trong họ Lan. Loài này được Jenny mô tả khoa học đầu tiên năm 1983.